# جائزة بريطانيا الكبرى 2003
جائزة بريطانيا الكبرى 2003 (بالإنجليزية: 2003 British Grand Prix)‏ هو سباق فورمولا 1 أقيم بتاريخ 20 يوليو 2003 في حلبة سلفرستون، سيلفرستون، إنجلترا. كان الحادي عشر من أصل 16 في بطولة العالم لسباقات الفورمولا واحد موسم 2003. حلّ البرازيلي روبنز باركيلو أولا بينما جاء الكولومبي خوان بابلو مونتويا في المركز الثاني وحصل على المركز الثالث الفنلندي كيمي رايكونن.